# Kaupersberg
Kaupersberg ist ein Gemeindeteil der Gemeinde Plankenfels im Landkreis Bayreuth (Oberfranken, Bayern). Kaupersberg liegt in der Gemarkung Plankenfels.

## Geografie
Der Weiler Kaupersberg liegt im nördlichen Teil der Fränkischen Schweiz und einen Steinwurf oberhalb des Oberlaufs der Wiesent. Die Nachbarorte sind Hammer und Plankenfels im Norden, Eichenmühle im Nordosten, Aalkorb im Südwesten, Dörnhof und Kobelsberg im Westen sowie Schressendorf im Norden. Kaupersberg ist von dem einen halben Kilometer entfernten Plankenfels aus über die Staatsstraßen St 2191, St 2188 und St 2186 erreichbar.

## Geschichte
Bis zur Gebietsreform in Bayern war Kaupersberg ein Gemeindeteil der Gemeinde Nankendorf im Landkreis Ebermannstadt. Die mit dem bayerischen Gemeindeedikt von 1818 gebildete Gemeinde hatte 1961 insgesamt 380 Einwohner, davon 25 in Kaupersberg, das damals vier Wohngebäude hatte. Die Gemeinde Nankendorf wurde im Zuge der Gebietsreform in Bayern am 31. Dezember 1971 aufgelöst und Kaupersberg zu einem Gemeindeteil der Gemeinde Plankenfels.